# 王庭詩
王庭詩（1546年—？），字言卿，號蓮洲，陝西西安府華州人，民籍，明朝政治人物。

## 生平
嘉靖四十年（1561年）辛酉科陝西鄉試第四十五名舉人。嘉靖四十四年（1565年）中式乙丑科會試第三百六十一名，三甲第二百八十二名進士。兵部观政，四十五年十月授内黄知县，隆慶三年（1569年）十月升礼部主事，六年二月升员外，万历元年（1573年）七月升郎中，三年四月养病。五年闰八月復除本部，七年十月升山东副使，万历十年五月升浙江左参政，丁外艰。十四年二月復除山东右参政，分巡海右道，十六年二月升河南按察使，十七年五月升湖广右布政使，八月升本省左布政，二十年正月考察致仕。

## 家族
曾祖王朝臣，義官；祖父王善述；父王吉兆，歲貢生累封员外郎進三品服色。母楊氏，累封宜人。弟王庭譔（修撰）、王庭谕（进士）、王庭諫（贡士）。